# Камни для виски
Камни для виски (англ. whiskey stones) — это аксессуар для употребления виски. При таянии лед разбавляет виски водой, ухудшая вкус. Это проблему решил Эндрю Хеллман, он предложил заменить лед отшлифованными каменными кубиками. Позже их стали называть «камнями для виски» (Whisky Stones). Камни для виски позволяют охладить виски, не разбавляя его. С их помощью также можно охлаждать другие напитки (ром, вино, сок, лимонад). В свою очередь, нагретые камни за счет высокой теплоемкости позволяют поддерживать температуру горячих напитков, таких как кофе и чай, только при условии, что температура камней не ниже вышеуказанных напитков.
Камни для виски были выведены на рынок в США в 2007 году и быстро завоевали популярность у любителей виски, так как дают возможность довести виски до оптимальной температуры — 17—18 °C, не изменяя его состав и вкус. Виски остается холодным 25—30 минут. Камни для виски, как правило, имеют кубическую форму со стороной 2—4 см. В США также производят камни в виде дисков диаметром 3—4 см.
При разработке «камней» был выбран природный камень талькохлорит, другие названия: стеатит, мыльный камень (дословный перевод английского soapstone) и т. д. Химическая устойчивость камня исключительно высока. Он не подвержен воздействию даже сильных кислот, его поверхность могут разъедать только очень сильные щёлочи. Следовательно камень не передает ни вкуса, ни запаха предыдущих напитков и экологически безопасен. Впоследствии «камни для виски» стали производить из различных материалов[уточнить]. 
После добычи материал подвергают ручной полировке. Камешки получаются гладкими и не царапают стекло бокалов. Скандинавские народы используют стеатит для изготовления посуды, приписывая материалу целебные свойства.
На сегодняшний день «камни для виски» изготавливают из материалов, которые имеют высокую теплоёмкость и не взаимодействуют с алкоголем, таких как стеатит, шунгит, сталь и др. В Сибири производят камни из зелёного нефрита.
Производители рекомендуют перед применением положить камни не меньше чем на один час в морозильную камеру. Желательно использовать стакан Олд фешен, в который свободно вместятся несколько камней. Для охлаждения одной порции виски (30—50 мл) требуется 3—4 небольших камня из стеатита. Камни для виски из стали желательно хранить в камере нулевой температуры, чтобы не допустить чрезмерного охлаждения виски, но допускается и постоянное хранение в морозильной камере. После применения камни следует вымыть теплой водой.